# Ha (popolo)
Gli Ha, chiamati anche abaHa nella loro lingua e waHa in swahili, sono un gruppo etnico di ceppo bantu che si trova nella regione di Kigoma, nella Tanzania nordoccidentale, al confine con il Lago Tanganica. Con una popolazione stimata di oltre 2 milioni di individui nel 2025, costituiscono uno dei maggiori gruppi etnici del Paese.
La lingua ha, chiamata anche kiha, ikiha o giha, è strettamente imparentata con il kirundi e il kinyarwanda parlati nei vicini Burundi e Ruanda e appartiene alla famiglia delle lingue bantu.
Gli Ha chiamano Buha l'area in cui vivono, e la regione è costituita da praterie e boschi aperti. Coltivano sorgo, miglio, mais, manioca, patate dolci, arachidi e altre colture. Dove il problema della mosca tse tse è minore, allevano bovini, capre e altro bestiame che sono molto apprezzati nella società Ha e offerti come dote ai matrimoni. Nella parte settentrionale dei loro territori, dove il problema della mosca tse tse è più significativo, cacciano e raccolgono miele. Negli anni recenti, molti uomini Ha si sono recati sulla costa della Tanzania per lavorare lì nelle piantagioni di sisal.
Tradizionalmente vivono in case disperse, con famiglie allargate i cui membri maschi sono legati dal lignaggio comune. A partire dal XVIII secolo, il popolo Tutsi ha vissuto tra gli Ha, come una piccola minoranza (2%), ma tipicamente con un ruolo aristocratico. I due gruppi etnici condividono sostanzialmente lingua e cultura e sono presenti alcuni matrimoni misti. Le donne Ha condividono alcune tradizioni culturali con i gruppi etnici vicini, come quella di indossare i kitindi, ovvero braccialetti a spirale fatti di filo di rame indossati vicino al gomito.